# Wand
Pour les articles homonymes, voir Günter Wand, Hohe Wand et Rote Wand.
La wand est un dispositif d'interaction utilisé en réalité virtuelle. C'est en fait une sorte de joystick comprenant des boutons et permettant de déplacer un pointeur en trois dimensions. Grâce à un capteur et un tracker, l'ordinateur peut obtenir la position et l'orientation exacte de la wand dans l'espace.